# アイオロスの球

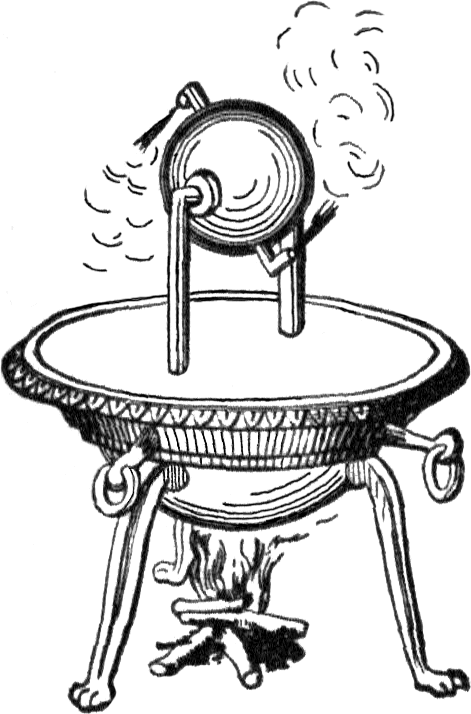
ヘロンの「アイオロスの球」の図

アイオロスの球（アイオロスのたま、aeolipile）またはヘロンの蒸気機関（ヘロンのじょうききかん、Hero engine）は羽根のない簡単な半径流蒸気タービンであり、中央の水容器を熱することにより回転する。チップジェットまたはロケットのように、タービンから蒸気を噴出することにより、その反動力でトルクを生み出す。紀元1世紀ごろ、アレクサンドリアのヘロンがこの装置を文献に記し、多くの文献が彼が発明者だとしている。
ヘロンの描いたアイオロスの球は、世界初の蒸気機関または蒸気タービンとされている。"aeolipile" の語源はギリシア語の "aeolos"（アイオロス）と "pila"（球）で、アイオロスはギリシア神話の風の神である。
アイオロスの球は、紀元前1世紀にウィトルウィウスが『建築について』で記述しているが、回転部分についての描写がないため、同じ装置を描写しているのか、アイオロスの球の元になった装置なのか不明である。

## 物理学的解説

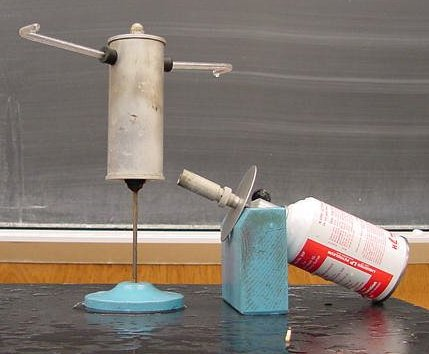
学校で作られた簡易的なアイオロスの球

アイオロスの球は、球体や円柱のような単純な回転体の形状の容器であり、1つの軸を中心として回転するようになっている。そしてチップジェットのように複数のノズルが軸に対して放射状に配置されていて、それぞれの先端は回転方向の逆に曲がっている。その容器内を蒸気で加圧すると蒸気がノズルから排出され、ニュートンの運動の法則の第2および第3の法則の結果として、ロケットの原理で推力を生じる 。ノズルはそれぞれ異なる方向を向いていて、軸受の軸線とは直角な作用線に沿って力を生じるため、それらの推力の合成が回転モーメント（機械的偶力）またはトルクとなり、容器が軸を中心に回転することになる。回転速度が上がるにしたがって、空気抵抗と軸受の摩擦力が増大して回転トルクを消費し、最終的に一定速度で回転するようになる。
ヘロンが描いたように、容器を固定する台の部分が単純なボイラーになっていて、水を熱して蒸気を容器に供給するようになっている。この場合、ボイラーから容器に蒸気を供給する一対のパイプが軸の役目も果たす。容器自体をボイラーとする構成も考えられ、その方が全体の構造を単純化できる（図の学校で作ったアイオロスの球はそのような構成）。

## 歴史

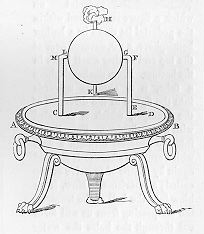
ヘロンの Pneumatica の図

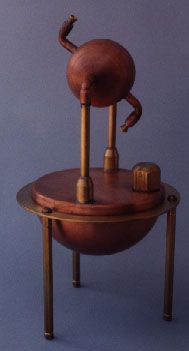
ヘロンの「アイオロスの球」のレプリカ

ヘロンもウィトルウィウスも、先人であるクテシビオス（紀元前285年 - 紀元前222年）の業績に基づいている。クレシビオスは、圧縮空気の科学とそのポンプへの応用について、最初の記述を行なっている。クテシビオス自身がこれを発明したかどうかは不明であり、アイオロスの球の真の発明者は不明である。

### ウィトルウィウスの記述
ウィトルウィウス（紀元前80年ごろ - 紀元15年）は アイオロスの球（ギリシャ語で"Æolipylæ"）について次のように記している。
| 「 | 「アイオロスの球は中空の真鍮製容器で、1つの小さな開口部があり、そこから中に水を満たす。容器の水を火の上で熱すると、ささやかな風が放出される。水が沸騰してくると、激しい風が吹き出してくる」 | 」 |

### ヘロンの記述
ヘロン（紀元10年ごろ - 紀元70年）は、より実用的にその作り方から説明している。
| 「 | No. 50. The Steam-Engine. 火の上に大釜を置く。球は軸を中心に回転できるようにしておく。大釜 A B（右図）に水を入れて蓋 C D を下から火で熱する。曲がった管 E F G は大釜の中とつながっており、その先端は中空の球 H K につながっている。Gの反対側に軸 L M があり、蓋 C D で固定されている。球には2本の曲がったパイプがあって球の中の空洞とつながっており、それぞれちょうど反対の位置にあって、逆方向に先端を曲げておく。このとき、F G L M という直線に直角な方向に曲げる。大釜が十分熱せられると蒸気を発し、それが E F G を通って球に入っていき、さらに球にある曲がった管を通って外に出る。すると球が回転する。 | 」 |

### アメリカ海軍での使用
アイオロスの球の蒸気技術への貢献を認識し、アメリカ海軍はボイラー技術者の階級章にアイオロスの球の形を採用している。

## 実用性
アイオロスの球が古代に「エンジン」として実用に供されたかどうかは不明である。ヘロンの図に描かれているのは単独の装置であり、おそらく「見世物」を意図したものと思われる。これは Pneumatica にある他の装置も同じである。
一方ウィトルウィウスは、水の物理的特性を示す目的でアイオロスの球を使っている。彼はアイオロスの球について次のように記している。
| 「 | … 天の法則に潜む神の真理を発見するための科学的発明である。 | 」 |

そして、装置の構造を説明した後（上掲）、次のように結論付けている。
| 「 | … したがって、このちょっとした短い実験で、我々は万能で素晴らしい天の法則と風の性質を理解し判断することができるかもしれない。 | 」 |